# Tage Zickerman
Carl Johan Henrik Tage Zickerman, född 15 februari 1860 i Skövde, död 15 december 1950 i Vittsjö, var en svensk skulptör, keramiker, formgivare och möbelarkitekt.
Han var son till apotekaren Carl Peter Zickerman och Hedvig Malmgren och bror till textilkonstnären Lilli Zickerman. Han reste till Paris 1890 för att utbilda sig till skulptör och ställde redan samma år ut på den nyöppnade salongen Camp de Mara. Han var  under en period medhjälpare till Per Hasselberg och efter dennes död biträdde han en tid Christian Eriksson med huggningen av Hasselbergs skulptur Snöklockan som var beställd av Pontus Fürstenberg. Eriksson ansåg honom vara för långsam, för omständlig, tvivelsjuk och för filosoferande så han tvingades sluta och finna sig någon annan sysselsättning. Han medverkade i konstutställningen på Valands 1891 med en ofullbordad porträttbyst i gips och en gipsbyst kallad Gumhufvud i middagsslummer och året därpå medverkade han i Svenska konstnärernas förenings utställning i Stockholm med några gipsskulpturer. Efter återkomsten till Sverige bosatte han sig i Vittsjö där han inredde en keramisk verkstad 1910 och hans syster öppnade en vävskola. Som medhjälpare anställde han drejaren Karl Holmberg från Gävle som drejade föremålen efter Zickerman ritningar. Man arbetade då huvudsakligen i fajans men övergick senare till stengods. Benämningen av produkterna utförde de tillsammans och man hade denna arbetsordning fram till mitten av 1920-talet. Han deltog i franskpåverkad keramik vid Baltiska utställningen 1914 där visade han även möbler som han ritat för föreningen Svensk hemslöjd. 
Zickerman är representerad vid Nationalmuseum i Stockholm, Kulturen, Nordiska museet  och Smålands museum. Han är begravd på Vittsjö kyrkogård.